# Hayakawa Norio
Hayakawa Norio (Nhật: 早川 弼生 Hepburn: Tảo Xuyên Bật Sinh, sinh năm 1944), là một nhà hoạt động người Mỹ sống ở Rio Rancho, New Mexico. Ông hiện là giám đốc của Trung tâm Tình báo Dân sự, một ủy ban giám sát công dân. Ông đã xuất hiện với tư cách là khách trên kênh Coast to Coast AM nhiều lần và được biết đến nhiều nhất nhờ các cuộc điều tra UFO học trong và xung quanh New Mexico và Tây Nam nước Mỹ.

## Tiểu sử
Hayakawa Norio đến từ Yokohama, Nhật Bản, nhưng gọi New Mexico là quê hương của mình. Ông tham dự các lớp học tiếng Tây Ban Nha tại Đại học New Mexico, và tốt nghiệp vào năm 1970. Trong tháng 3 năm 1990, Hayakawa Norio dẫn đầu một đoàn làm phim truyền hình đài Nippon TV ở Dulce, New Mexico, nơi họ đã phỏng vấn người dân địa phương, bao gồm từ Jicarilla Apache, các quan chức bộ lạc, cư dân thị trấn nói chung và chủ trang trại, về hoạt động huyền bí trong khu vực.
Trong quá khứ, ông từng liên kết với nhà sản xuất phim và nhà hoạt động, Anthony J. Hilder. Hayakawa và Hilder chịu trách nhiệm bắt đầu cuộc tuần hành mang tên Area 51 People's Rally. Sự kiện này được hình thành để phản đối những gì được coi là bí mật xung quanh Khu vực 51. Năm 1999, cuộc biểu tình bắt đầu vào ngày 5 tháng 6 tại Little A'Le'Inn ở Rachel, Nevada. Sự kiện bắt đầu với một cuộc họp báo. Có nhiều chủ đề được thảo luận bao gồm Thế giới Mới và Chính phủ Toàn cầu. Các diễn giả tại sự kiện này bao gồm Hilder, Ted Gunderson và người dẫn chương trình talk show Tây Ban Nha Victor Camacho đi kèm với một xe tải chở đầy thính giả Latino. Ngày hôm sau, một nhóm gồm khoảng 200 người đã tụ tập nhờ các dấu hiệu trên đường Groom Lake Road. Lời yêu cầu này được Hilder và một số người khác thực hiện nhắm vào chính quyền Khu vực 51. Hayakawa đã mở cuộc biểu tình năm 2000. Sự kiện được KVBC và Channel 3 (NBC) đưa tin với Hilder đang nói chuyện với đám đông, và Joerg Arnu được phân công trả lời các câu hỏi của phóng viên.

## Ấn phẩm
- Hayakawa, Norio F. (ngày 1 tháng 1 năm 1993). UFOs, the Grand Deception and the Coming New World Order.
- Sanchez, Anthony F. (ngày 1 tháng 10 năm 2011). UFO HIGHWAY: The Dulce Interview, Human Origins, HAARP & Project Blue Beam, Foreword by Norio F. Hayakawa.

## Phim tham gia
- Encounters with the Unexplained, Season 1, Episode 7. (2000)
- Sins and Secrets, Season 1, Episode 5. (2010)
- Anthony Bourdain: Parts Unknown, Season 2, Episode 4, "New Mexico". (2013)
- Area 51 (tự ông đóng phim)